# Dina (roman)
Dina (eng. Dune) američki je ZF roman iz 1965. koji je napisao Frank Herbert. Dobitnik je Hugo nagrade i nagrade Nebule za najbolji roman, te se smatra jednim od najslavnijih znanstveno fantastičnih romana svih vremena, često spominjan kao najbolje prodavan ZF roman u povijesti pošto je prodan u preko 12 milijuna primjeraka diljem svijeta. Bio je to također prvi bestseler ZF roman u povijesti s tvrdim koricama.
Radnja romana odvija se u budućnosti, u kojoj obitelj Harkonnen iz zasjede napadne obitelj Atreid koja je preuzela njihov planet feud Arrakis, znan i kao Dina, kako bi iskorištavali njegove vrijedne resurse. No preživjeli sin Atreida, Paul, nastavlja borbu. Kroz priču autor istražuje isprepletenost politike, religije, ekologije, tehnologije i sudbine. Nakon prve knjige, Herbert je napisao pet nastavaka prije svoje smrti 1986.: „Mesija Dine“, „Djeca Dine“, „Bog vladar Dine“, „Heretici Dine“ i „Kuća Dine“. Također je po romanu 1984. snimljen istoimeni film, „Dina – pješčani planet“ Davida Lyncha te mini serija „Dina“ 2000. U nekoliko navrata, od 2007. su se počele javljati glasine o mogućoj novoj filmskoj verziji "Dine". Film "Dina", u režiji Denisa Villeneuvea, premijerno je prikazan krajem rujna 2021., a radnja filma obuhvaća prvu polovicu prve knjige serijala Dina. Nastavak filma Dina: Drugi dio najavljen je za 2023. godinu, a realiziran 2024. godine. 
U travnju 2003., "Big Read" BBC-a je proveo anketu "100 najpopularnijih romana" na kojoj je "Dina" završila na 39. mjestu, a na listi "100 najboljih romana prema čitateljima" Moderne Knjižnice se našla na 14. mjestu. Na listi "100 najboljih znanstveno-fantastičnih romana" Austarneta, "Dina" se našla na 2. mjestu.
Od 2019. godine Egmont ponovo izdaje hrvatsko izdanje serijala. 

## Radnja

### Prvo poglavlje: Dina
Godina je 10191. Vladar Shadam IV. se počeo bojati kuće Atreid, uglavnom zbog toga što vojvoda Leto Atreid uživa sve veću popularnost. Kako bi suptilno uništio Atreide, bez da izazove pobunu drugih kuća, uključi Baruna Vladimira Harkonnena kako bi to izveo. Stoga Shadam naređuje da Leto Atreid premjesti svoju obitelj i vojsku na pustinjski planet Arrakis, znan i kao Dina, kojeg je dobio u feud. Taj planet je jedini izvor vrijedne tvari melange, znane i kao "spice (začin)", čiju je eksploataciju prije kontrolirala kuća Harkonnen, ali čiji monopol posjeduje CHOAM tvrtka. Na Arrakisu živi samo 5 milijuna ljudi.
Leto se nikada nije oženio za svoju ljubavnicu Jessicu, pripadnicu Bene Gesserita, ali s njom ipak ima 15-godišnjeg sina Paula. Jednog dana u njihov dvorac na planetu Caladanu posjeti ih stara časna majka Gaius Helen Mohiam koja na Jessicin nagovor Paula podvrgne testu, naredivši mu da stavi ruku u Gom Jabbar koji mu prouzroči nevjerojatnu bol i onda ga ispusti kako bi mu proširila razum. Ne baš oduševljen, Paul se potom uputi zajedno sa svojom obitelji na Arrakis. Tamo Atreidi isprva imaju problema prilagoditi se suhom podneblju – voda je tamo tako rijetka da su ljudi njegovali običaj istiskivati kapljice od ručnika Harkonnena nakon njihove večere, što je Leto odmah ukinuo. Također, onaj tko ide u pustinju mora nositi posebna odijela koja recikliraju tekućinu i sprečavaju njeno isparavanje iz tijela.
Pri jednom rutinskom letu u pustinju, Leto, Paul, stražar Gurney Halleck i planetolog Kynes su primijetili kako se divovski pješčani crv približava jednoj stanici za proizvodnju melangea, ali da su zakazali leteći strojevi koji su ga trebali podići u slučaju opasnosti. Srećom, intervencijom Atreida ljudi u stanici su uspješno spašeni. Sabotaže su nastavljene, a Harkonneni su ostavili lažni trag koji upućuje da je Jessica zapravo izdajica.
Na kraju, Suk dr. Yueh se otkrije kao izdajica, omamljujući Leta, ali mu je prije postavio lažni zub s otrovom kako bi ga ovaj aktivirao kad se pojavi ispred Baruna, te ga tako ubio. Harkonneni su naime prisilili Yueha na suradnju otimanjem njegove supruge, ali su je ubili davno prije ovih zbivanja. Leto je aktivirao zub, no taj je ubio samo Pitera De Vriesa, Barunovog mentata. Jessica i Paul su svezani i u letjelici poslani u pustinju, ali su uspjeli pobjeći stražarima i spasiti se. U pustinji, Paulov se razum proširio i on je vidio moguće budućnosti, među kojima je ta da će mu majka roditi sestru.

### Drugo poglavlje: Muad'Dib
Thufir Hawat, mentat Atreida, uspio je preživjeti napad Harokenna uz šačicu ljudi, načudivši se koliki je bio razmjer invazije – preko 100 brigada, za što je po njegovim računicama bio potreban prihod od 50 godina melangea na Arrakisu kako bi se financirao. Hawat se udruži s Fremenima, ali ih svladaju Sardaukari, vojnici fanatici Padishah cara. Istodobno, Duncan Idaho uspio je pronaći Jessicu i Paula u pustinji i dovesti ih u tajno skrovište do Keynesa. No napali su ih Harkonneni i prisilili na bijeg. Kako bi im pobjegli, Paul i Jessica su usmjerili svoju letjelicu u jednu opasnu oluju – pošto oluje na Arrakisu mogu doseći brzinu i do 800 kilometara na sat, Harkonnenovi vojnici pretpostave da su poginuli. No par je uspio preživjeti i sakriti se u pustinji nakon što im se srušila letjelica. Uz pomoć svoje opreme, među kojima su i posebna odijela i voda, krenuli su kroz pustinju. Kynes je uhićen i bačen u pustinju, gdje je umro kada je ispod njega masa predmelangea akumulirala dovoljno vode i organske tvari od crva da je pretvori u ogroman mjehur koji ga je progutao.
U međuvremenu, Paul i Jessica su postavili stroj za proizvodnju vibracija u tlu kako bi skrenuli pozornost crva i pobjegli u jedan greben. Tamo su našli na oazu, ali i Fremene, čijeg je vođu Stilgara Jessica lako pobijedila. Zadivljen, Stilgar ih prihvati, a Jessica se igra njihovom predodžbom proročanstva o tome kako će ih jednog dana posjetiti strankinja čiji će sin donijeti spasenje planetu, koja je pak umjetno usadio njen ogrank Missionaria Protectiva. Paul uz to upozna djevojku Chani. Zajedno s 40-ak ljudi, oni odlaze u Pećinu bogatstava, gdje ljutiti Jamis izazove Paula na dvoboj, koji ga pak ubije i tom prilikom uzme ime Muad'Dib, po pustinjskom mišu. Stilgar prizna Jessici da Fremeni plaćaju Udruzi mito kako ovi ne bi postavili satelite iznad Arrakisa, jer planiraju malo po malo promijeniti planet i od njega napraviti plodno mjesto. Fremeni ih odvedu u podzemni bazen u kojem su već spremili nekoliko milijuna litara vode u tu svrhu. Jessica je oduševljena tim prizorom, dok Paul ima mračne vizije budućnosti u kojoj će njegovi fanatični sljedbenici ubijati u ime Džihada.
Za to vrijeme, 17-godišnji Feyd-Rautha, nećak i nasljednik baruna Harkonnena, na njihovom rodnom planetu Gieda Prime započne svoj hobi, borbu s drogiranim gladijatorom u areni, no iznenadi se da je ovaj poslan doista ubiti ga. Feyd-Rautha ga ipak svlada i za propust optuži Hawata, Atreidovog Mentata koji sada radi za Harkonnene.
Paul upozna Harah, Jamisovu suprugu, te dobije zadatak brinuti se o njoj i njenoj djeci. U ritualu u kojem treba zamijeniti staru Časnu majku, Jessica popije vodu u kojoj je utopljen crv i stupi u viši stupanj svijesti.

### Treće poglavlje: Prorok
Prošle dvije i pol godine, barun Harkonnen izbjegne pokušaj atentata od strane svojeg nećaka Feyd-Reutha, koji ga je htio ubiti uz pomoć dječaka roba, pa ga ukori i napomene da će ga upravo on naslijediti. Potom se Barun savjetuje s Hawatom te mu objasni da je prije 2 godine vladarov sluga Fenring pitao za Arrakis te da mu je odgovorio da planira od radne snage napraviti vojnike. No Hawat mu objasni da je vladar postao sumnjičav i poslao špijune na Arrakis te da mu je alternativa uskratiti pomoć nećaku Rabbanu i ostaviti ga tamo na cjedilu.
Na Arrakisu, Paul i Chani su dobili dijete dok je Jessica rodila kćer, Aliju, koja je još u majčinoj utrobi proživjela začinski trans pa je već časna majka. Kako bi postao pravi Fremen, Paul se podvrgne staroj tradiciji u kojoj jaše pješčanog crva. Stigavši duboko na jug planeta, Paul, Stilgar i skupina Fremen ratnika postave klopku za jednu tvornicu krijumčara koji traže melange, no iznenade se kad među njima sretnu Gurney Hallecka. Oni se brzo pomire, no Halleck napadne Jessicu kako bi ju ubio jer još uvijek vjeruje da je ona kriva za izdaju Atreida, ali Paul intervenira i spasi situaciju. Nakon toga, Paul kuša Vodu života i padne u komu koja traje tri tjedna, sve dok ga Chani ne probudi dajući mu još malo te tekućine. Od tada on je Kwisatz Haderach prorokovani spasitelj.
Uz pomoć atomskog oružja, Fremeni naprave rupu u zidu koji štiti Arrakeen te krenu u napad na Harkonnene i Vladara. Paul im naredi da iskoriste oluju kako bi svladali Sardaukare. Paulov sin pogiba, dok je Alija zarobljena i dovedena u komoru Vladara, gdje u neredu ubija Baruna. Paul se vrati u svoju staru palaču iz koje je bio prognan te pozove Vladara i njegove sluge. Tamo mu zaprijeti da će uništiti melange te tako onesposobiti imperij i putovanje svemirom, ako dva agenta Ceha ne narede floti iznad planeta povući se. Rabban je ubijen, no Feyd-Rautha izazove Paula na dvoboj noževima, ali Paul ubija i njega. Poražen, Car odlazi s trona i ostavlja ga Paulu koji uzima njegovu kćer, princezu Irulan, za ženu.

## Terminologija
- Arrakeen

Prvo naselje na Arrakisu i dugo vremena sjedište planetarne vlade
- Bene Gesserit

Drevna škola mentalne i fizičke obuke ustanovljena za ženske studente nakon što je Butlerijanski Džihad uništio „strojeve koji misle“ i robote.
- Butlerijanski Džihad

Kampanja protiv kompjutora, strojeva koji razmišljaju i svjesnih robota, započeta 201. godine prije Ceha, a završena 108. Prije Ceha. Njegova glavna naredba ostala je u O.C. Bibliji: „Nećeš praviti strojeve po ljudskom naličju“.
- Caladan

Treći planet sustava Delta Pavonis, rodno mjesto Paula Atreida. Planet na kojem je Vorian Atreid sreo majku svojih sinova blizanaca od kojih su potekli daljnji Atreidi.
- Ceh

Svemirski ceh, jedan dio političkog tripoda koji uzdržava Veliku Konvenciju. Ceh je bila druga škola za mentalno-fizičku obuku nakon Butlerianskog Džihada. Monopol Ceha na putovanje svemirom i prijevoz te međunarodno bankarstvo se označava kao početak imperijalnog kalendara.
- Choam

Skraćenica za „Combine Honnete Ober Advancer Mercantiles“ – univerzalna korporacija razvoja kojom upravlja Car i velike kuće, dok su Ceh i Bene Gesserit tihi partneri.
- Časna majka

Prvotno, proktor Bene Gessrita, ona koja je transformirala 'osvijetljen otrov' unutar svojeg tijela, podižući se na viši stupanj svijesti. Taj naziv su kasnije usvojili i Fremeni za svoje vlastite vjerske vođe koje potječu od Misionaria Protectiva.
- Fedaykin

Diverzant smrti plemena Fremen; povijesno grupa ratnika utemeljena kako bi dali živote da isprave krivo.
- Fremen

Slobodna plemena Arrakisa ostaci Zensunni lutalica
- Galach

Službeni jezik imperija, hibrid Anglo-Slavenskih jezika.
- Imperijalno kondicioniranje

Razvitak škole Suk medicine – najviše moguće kondicioniranje protiv oduzimanja ljudskog života. Polaznike označavaju dijamantnom tetovažom na čelu te im je dopušteno nositi dugu kosu svezanu Suk prstenom.
- Kwisatz Haderach

„Skraćenje puta“. Oznaka koju koristi Bene Gesserit kako bi se definiralo nepoznato za što oni traže genetsko rješenje: muški Bene Gesserit čije organske mentalne moći nadilaze prostor i vrijeme.
- Lisan Al-Gaib

„Glas s drugog svijeta“. Prema legendama Fremena, prorok s drugog planeta, znan i kao „Onaj koji daje vodu“.
- Mali tvorac

Poluživotinjski, polubiljni vektor pustinjskog crva na Arrakisu. Lučenja malog tvorca stvaraju masu pred-začina.
- Melange

Tvar koja se može naći jedino na Arrakisu, a neophodna je za putovanje svemirom i ima gerijatrijski učinak. Koristi se i dodatak hrani. Može uzrokovati ovisnost. Proizvode je pješčani crvi.
- Mentat

Imperijski građani trenirani za vrhunske dosege u logici. „Ljudski kompjutori“.
- Missionaria Protectiva

Ruka Bene Gesserita zadužena za sijanje zaraznih praznovjerja na primitivnim svjetovima, kako bi se te regije otvorile za njihovu eksploataciju.
- Muad'Dib

Prilagođeni miš tobolčar na Arrakisu. Fremeni se dive tom biću jer može preživjeti u pustinji.
- O.C. Biblija

„Akumulirana knjiga“, religijski tekst Ekumenskih prevoditelja. Sadrži dijelova najstarijih religija, poput: Maometh Saari, Mahayana kršćanstvo, Zensunni katoličanstvo i Budislamske tradicije. Njena najviša zapovijed je: „Nećeš unakaziti dušu“
- Ornithopter

Bilo koja letjelica sposobna letjeti mahanjem krila poput ptica.
- Salusa Secundus

Treći planet sustava Gamma Waipinga, pretvoren u imperijski planet zatvor za kažnjenike. To je domovina kuće Corrino, a tradicija Fremena govori da su oni tamo bili robovi punih devet generacija.
- Sardaukar

Ratnici fanatici i vojnici Padishah vladara. Od malih nogu su učeni biti okrutni.
- Shai-Hulud

Pješčani crvi Arrakisa, znan i kao „starac pustinje“ i „djed pustinje“. Crvi rastu do veličine od 400 metara i žive do duboke starosti, ako ih netko ne ubije ili ne umru od vode, koja je za njih smrtonosna. Većina pijeska je pripisana djelovanju crva. Ognjište praznovjerja među tradicijama Fremena.
- Voda života

Osvjetljavajući otrov, točnije izdah pješčanog crva stvoren u trenutku njegove smrti zbog utapanja, koji se onda promijeni u tijelu Časne majke kako bi postao narkotik za proširenje svijesti.
- Zensunni

Sljedbenici šizmatik sekte koja se odvojila od učenja Maometha (tzv. „Treći Muhamed“) oko 1381. godine prije Ceha. Ističu mistično i vraćanje putu svojih starih generacija.

## Likovi

### Kuća Atreid
- Leto Atreid, glava kuće
- Lady Jessica, Bene Gesserit i ljubavnica Letoa, majka Paula i Alije
- Paul Atreid, dijete Letoa i Jessice
- Alia Atreid, Paulova sestra
- Thufir Hawat, mentat kuće Atreid
- Gurney Halleck, ratnik kuće Atreid
- Duncan Idaho, mačevaoc kuće Atreid
- Dr. Wellington Yueh, doktor kuće Atreid

### Kuća Harkonnen
- Barun Vladimir Harkonnen, glava kuće Harkonnen
- Piter De Vries, mentat
- Feyd-Rautha, nećak Baruna
- Glossu Rabban, znan i kao Rabban Harkonnen, stariji nećak Baruna
- Iakin Nefud, kapetan straže

### Kuća Corrino
- Shaddam Corrino IV, car i vladar znanog Svemira i Imperija
- Princeza Irulan Corrino, najstarija kćer cara
- Hasimir Fenring, najbliži prijatelj i savjetnik cara

### Bene Gesserit
- Časna Mother Gaius Helen Mohiam
- Lady Margot Fenring

### Fremeni
- Stilgar, vođa Fremena
- Chani, Paulova konkubina

## Nastanak
Nakon objavljivanja knjige "Zmaj u moru" 1957., Frank Herbert je počeo s pripremama za svoj novi roman. Uzeo je avion za Florence, Oregon, gdje je ministarstvo poljodjelstva SAD-a sponzoriralo dugu seriju pokusa u upotrebi trava za stabilizaciju i usporavanje oštečenja dina, koje su mogle "progutati cijele gradove, rijeke i autoceste" Herbertov članak o dinama, "Zaustavili su pokretni pijesak", nikada nije dovršen (a objavljen je tek desetljećima kasnije u nepotpunoj verziji u "Putu za Dinu"), ali je pokrenulo Herbertov pažnju na ekologiju i slične teme. Herbert se sljedećih 5 godina bavio istraživanjem i pisanjem onoga što će kasnije postati "Dina", kasnije serijaliziranu u
Analog časopisu od 1963. do 1965. kao dva kraća rada, "Svijet Dine" i "Prorok Dine". Herbert je svoj rad posvetio "ljudima čiji napori idu dalje od ideja, u carstvo 'pravih materijala', prema ekolozima suhe zemlje, gdje god bili, u kojem god vremenu radili, ovaj trud predviđanja posvećen je u poniznosti i divljenju". Serijalizirana verzija je proširena i dorađena, ali odbijena od preko 20-ak izdavačkih kuća prije nego što je objavljena u Chilton Books.

## Ekologija
Dina je prozvana „prvim planetarnim ekološkim romanom velikih razmjera“. Nakon objavljivanja Nijemog proljeća autorice Rachel Carson 1962., pisci znanstvene fantastike su konfrontirani s problemom odnosa čovjeka i biologije. Dina je odgovorila sa svojim složenim opisom života na Arrakisu, od ogromnih pješčanih crva do malenih miševa prilagođenih pustinjskom podneblju, pa i stanovnika Fremena koji ga pokušavaju promijeniti kako bi postao oaza.

## Utjecaj
Dina je postala iznimno utjecajna, dajući nadahnuće drugim romanima, filmovima (među njima i Ratovi zvijezda) i stripovima. Roman je parodiran 1984. u knjizi National Lampoon's Doon autora Ellisa Weinera, ali je i nadahnula Dina enciklopediju (1984) autora Willisa E. McNellya.
Iron Maiden objavio je pjesmu „To Tame A Land" koja se isprva trebala zvati „Dune“, ali nije mogla dobiti dozvolu od autora za taj naslov

## Reakcije
Kritika je roman hvalila zbog neobičnog i detaljnog pogleda u ZF žanru. Arthur C. Clarke je utvrdio: "Jedinstveno...Ne znam za ništa što se može usporediti s tim, izuzev "Gospodara prstenova". Chicago Tribune je zapisao: "Jedan od spomenika modernoga ZF-a" a Robert A. Heinlein: "Snažno, uvjerljivo i genijalno".
The Washington Post je utvrdio: "Portret vanzemaljskog društva koji je potpuniji i detaljniji od bilo kojeg drugog autora koji je to ostvario na tom polju...Priča je privlačna u istoj mjeri zbog svoje dinamike i filozofije...Zapanjujući ZF fenomen".

## Hrvatska izdanja
U razdoblju od 2004. do 2010. godine nakladnik Izvori izdao je svih šest knjiga iz serijala na hrvatskom jeziku. 
U razdoblju od 2019. do 2022. godine nakladnik Egmont izdao je svih šest knjiga iz serijala na hrvatskom jeziku. 

## Vanjske poveznice
- Službene stranice za „Dinu“
- "Dina - geneza Franka Herberta ~ originalno objavljeno u Omni časopisu 1980.
- DuneAudio.com – službeni site o Dina audio knjizi  Arhivirana inačica izvorne stranice od 29. lipnja 2019. (Wayback Machine)
- Spark Notes: Dune, Detaljan vodič kroz priču
- Audio Review at The Science Fiction Book Review Podcast
- DuneQuotes.com – skup citata iz knjige